# 6114 Dalla-Degregori
A 6114 Dalla-Degregori (ideiglenes jelöléssel (6114) 1984 HS1) a Naprendszer kisbolygóövében található aszteroida. Ferreri és Zappala fedezte fel 1984. április 28-án.